# Johann Böhm (Politiker, 1886)
Johann Böhm (* 26. Jänner 1886 in Stögersbach, Niederösterreich; † 13. Mai 1959 in Wien) war ein österreichischer Gewerkschaftsfunktionär und Politiker (SPÖ).

## Leben
Nach dem Besuch der Volksschule und der Bürgerschule in Waidhofen an der Thaya erlernte Johann Böhm den Beruf des Maurers. 1903 trat er der Gewerkschaft bei. Ab 1921 war er Leiter der Wiener Ortsgruppe der Baugewerkschaft. Ab 1927 war er Mitglied des Gemeinderates der Stadt Wien. Von 1930 bis 1934 war er Abgeordneter zum Nationalrat.
1939 wurde er Polier, ab 1940 war er bei einer Bauberufsgenossenschaft tätig.
Böhm war von April bis Dezember 1945 Staatssekretär für Soziale Verwaltung. Er gehörte 1945 zu den Gründern des überparteilichen Österreichischen Gewerkschaftsbundes, dessen Präsident er von 1945 bis 1959 war. Im selben Zeitraum war er auch Zweiter Präsident des Nationalrates und Mitglied im SPÖ-Vorstand. 1947 schloss er ein geheimes Abkommen mit Franz Olah zur Bildung einer Stay-behind-Organisation mit dem Tarnnamen Österreichischer Wander-, Sport- und Geselligkeitsverein.
Johann Böhm war einer der Hauptinitiatoren der Sozialpartnerschaft und blieb auch Jahrzehnte nach seinem Tod in Erinnerung: Aus Anlass der 125. Wiederkehr seines Geburtstages fand am 28. Jänner 2011 im Plenarsaal des österreichischen Nationalrates ein Festakt in Anwesenheit des Bundespräsidenten und hochrangiger Funktionsträger und Mitarbeiter der österreichischen Sozialverwaltung statt.

## Ehrungen

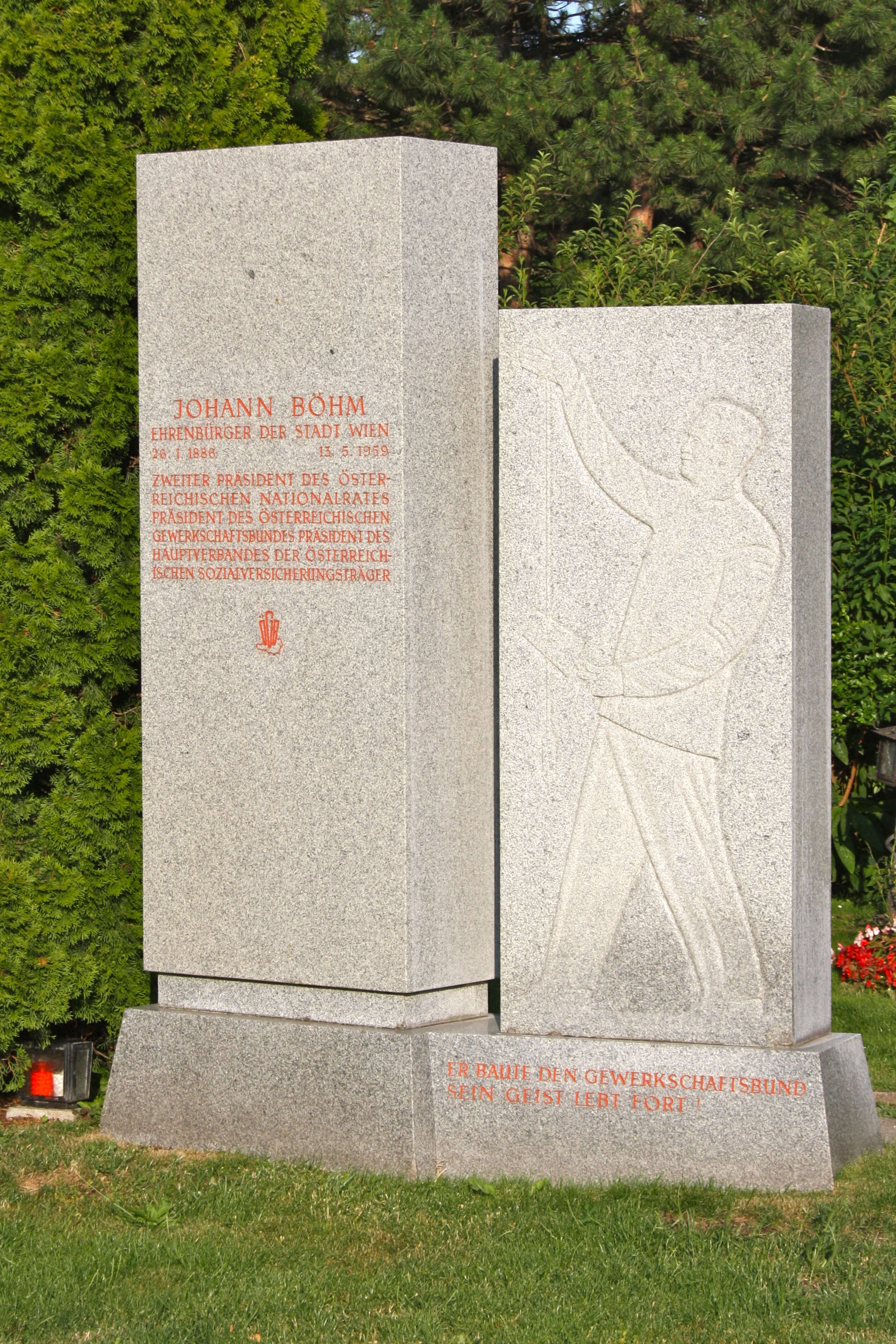
Grab von Johann Böhm am Wiener Zentralfriedhof

- 1951 war er einer der Preisträger des Karl-Renner-Preises.[3][4]
- 1954 erhielt Böhm das Große Goldene Ehrenzeichen am Bande für Verdienste um die Republik Österreich[5]
- Im Jahr 2009 wurde in Wien-Leopoldstadt (2. Bezirk) der Johann-Böhm-Platz nach ihm benannt, an dem sich seit 2010 die Zentrale des ÖGB („Catamaran“) befindet.